# Чекис, Анатолий Владимирович
Анатолий Владимирович Чекис (род. 23 ноября 1949, Каттакурган, Самаркандская область) — российский политический деятель, депутат Государственной думы третьего созыва

## Биография
В юности работал художником в парке культуры. Окончил Свердловский сельскохозяйственный институт в 1973 г.Работал зоотехником в совхозе Кубитетский Тяжинского района, а затем Директором Совхоза Восточный Тяжинского района. С 1986 года председатель профсоюза работников АПК Кемеровской области.

### Депутат госдумы
в 1995 г. баллотировался в Государственную Думу РФ второго созыва по списку Конгресса русских общин (на выборах КРО не преодолел 5-процентный барьер). Депутатом Государственной Думы третьего созыва был избран по федеральному списку избирательного объединения КПРФ.